# Adiaphorus gracilis
Adiaphorus gracilis – gatunek chrząszcza z rodziny sprężykowatych.
Chrząszcz ten osiąga długość 7,5–9 mm.
Jest to brązowy chrząszcz o brązowożółtych pokrywach skrzydeł zdobionych na bokach brązowym pasem. Jego ciało porasta gęste, długie, żółtawe owłosienie. Biorąc pod uwagę barwę ciała, wyróżniają się jaśniejsze odnóża.
Cechuje się on łódkowatym, szerszym, niż dłuższym czołem. Czułki są zębate, składają się z 11 segmentów. U samca sięgają tylnych kątów przedplecza. Drugi segment ma kształt okrągły, a trzeci – wydłużony – nie dorównuje jednak długością kolejnemu. Ostatni jest zaokrąglony u czubka. Górna warga półeliptyczna, charakteryzuje się długimi setami. Żuwaczki są dobrze zbudowane.
Pokrywy skrzydeł są wypukłe. Samiec posiada aedagus, którego fragment podstawny nie dorównuje długością częściom bocznym, łączącym się ze sobą od strony brzusznej.
Na goleniach widnieją małe ostrogi. Tarczki są za to wydłużone.
Owad występuje w Ameryce Południowej.